# أبوسوم أزغود قصير الذيل
أبوسوم أزغود قصير الذيل (الاسم العلمي: Monodelphis osgoodi) هو نوع من الأبوسوم يتواجد في بوليفيا وبيرو.